# Camille (1984)
Camille (bra: A Dama das Camélias) é um telefilme britano-estadunidense de 1984, do gênero drama romântico, dirigido por Desmond Morris com roteiro de Blanche Hanalis baseado no romance La Dame aux Camélias, de Alexandre Dumas, filho.
É estrelado por Greta Scacchi, Colin Firth, John Gielgud, Billie Whitelaw, Patrick Ryecart, Denholm Elliott e Ben Kingsley.